# Erich Bautz
Erich Bautz (* 26. Mai 1913 in Dortmund; † 17. September 1986 ebenda) war ein deutscher Radrennfahrer.

## Sportliche Laufbahn
Seine Erfolge als Jugendfahrer ermöglichtem ihm den sofortigen Aufstieg in die Amateur-Klasse, er startete gleich in der A-Klasse. Als Amateur wurde er 1936 Zweiter der nationalen Meisterschaft im Straßenrennen hinter Georg Umbenhauer. Im Laufe seiner Karriere als Berufsfahrer, die von 1934 mit der Unterbrechung des Zweiten Weltkriegs bis 1952 dauerte, errang er insgesamt 27 Siege. Das erste Rennen als Profi bestritt er im Frühjahr 1934. Das Rennen Berlin–Cottbus–Berlin blieb ihm nach seinen späteren Erinnerungen besonders im Gedächtnis, weil er „alle Fehler, die man als junger Profi machen konnte“ auch machte; er kam mit einer Stunde Rückstand auf den Sieger Paul Kroll ins Ziel und „hatte viel gelernt“. Rund um Spessart und Rhön gewann er 1935. 1936 gewann er dann drei der bedeutendsten deutschen Straßenrennen seiner Zeit: Rund um Köln, Rund um die Hainleite und die Internationale Saarland-Rundfahrt.
Sein erfolgreichstes Jahr dabei war zweifellos 1937, als er nicht nur die Harzrundfahrt für sich entschied, sondern auch als zweiter Deutscher nach Kurt Stöpel das Gelbe Trikot bei der Tour de France trug. Dabei gewann er zwei Etappen, trug an fünf Tagen das Gelbe Trikot und beendete die Gesamtwertung als Neunter. 1935 gelang ihm seine beste Platzierung bei den UCI-Straßen-Weltmeisterschaften. Hinter dem Sieger Jean Aerts aus Belgien wurde er Sechster und damit auch bester Deutscher. 1939 gewann er das Eintagesrennen Rund um Frankfurt.
1947 gewann er das Grüne Band vom Rhein. Die Rundfahrt war ein Vorgänger der heutigen Deutschland Tour. Zudem wurde er 1937, 1941 und 1950 deutscher Straßenmeister (1949 Vize-Meister) sowie 1942 und 1950 Deutscher Stehermeister. 1952 wurde er Dritter bei den Europameisterschaften im Steherrennen.

## Berufliches
Nach seiner Laufbahn führte Bautz ein Fahrradgeschäft und eine Gaststätte in Dortmund.

## Familiäres
Sein Sohn Hans-Martin Bautz war ebenfalls Radrennfahrer und Deutscher Meister im Bahnradsport.